# Columnarios
Columnarios è il termine spagnolo con cui si indicano le monete d'argento che furono coniate dalla Spagna dal 1732 al 1773 nelle sue colonie nell'attuale America Latina. La maggior parte dei columnarios furono coniati in Messico ma erano attive anche zecche minori in Guatemala a Lima in Perù, a Santiago del Cile ed a Potosí nell'attuale Bolivia.
La moneta base era quella da 8 real. Altri valori minori erano le moneta da 4 real, 2 real, 1 real e 1/2 real. La moneta da 8 real è il predecessore del dollaro statunitense. Prima che la zecca statunitense (United States Mint) iniziasse la sua produzione, i columnarios circolavano, oltre ad altre monete, nelle colonie nordamericane.
Prima dei columnarios le monete erano prodotte con la tecnica della coniazione al martello. Erano chiamate "pannocchie". Con queste monete era frequente il ricorso alla tosatura: una piccola parte del contenuto in metallo prezioso veniva tagliata via dai bordi della moneta e anche questa azione era considerata un reato capitale, era estremamente diffusa.
I columnarios, a differenza delle monete precedenti che avevano il contorno irregolare, erano circolari ed il contorno era ben netto e di conseguenza l'eventuale tosatura era immediatamente percepibile.
Il disegno dei columnarios presenta al rovescio i due mondi – il nuovo ed il vecchio mondo – con la corona reale sopra. Sotto sono rappresentate le onde del mare che separano i due mondi e sui due lati ci sono le due colonne (da cui il nome di columnarios) che rappresentano le colonne d'Ercole ornate a loro volta da corone e con uno stendardo che reca la scritta "PLUS ULTRA", ("ancora oltre"). Sul bordo la scritta VTRAQUE VNUM, ("entrambi sono uno") per intendere il vecchio ed il nuovo mondo ed i segni di zecca su entrambi i lati della data.
Il dritto mostra il nome del monarca seguito da D G HISPAN ET IND REX, ("per grazia di Dio re di Spagna e delle Indie occidentali").
A sinistra si trovava il segno del "saggiatore" ed il valore era indicato sulla destra. Nel campo c'era un grande stemma di Spagna sormontato dalla corona. C'erano anche piccoli fiori, rosette ed altri ornamenti.
Il contorno aveva un disegno ripetuto di foglie di alloro, molto difficile da contraffare, che era usato per facilitare l'identificazione della autenticità della moneta.

## I segni di zecca
| Zecca       | Segno di zecca                                      | Immagine | Note      |
| ----------- | --------------------------------------------------- | -------- | --------- |
| Messico     | "M" con "o" sopra                                   |          |           |
| Messico     | "M-X"                                               |          | solo 1733 |
| Guatemala   | "G"                                                 |          |           |
| Nuevo Reino | a sinistra "N" con "o" sopra e a destra "R" con "o" |          |           |
| Popayán     | "PN"                                                |          | solo 1769 |
| Lima        | monogramma "LM"                                     |          |           |
| Potosí      | monogramma "P", "T" e "S"                           |          |           |
| Santiago    | "S" con "o" sopra                                   |          |           |